# Circonvoluzione sopramarginale
La circonvoluzione sopramarginale è una regione del lobo parietale. Quest'area del cervello è anche conosciuta come area 40 di Brodmann sulla mappa del cervello creata da Korbinian Brodmann per definire le strutture della corteccia cerebrale. Si ritiene che sia coinvolta nella percezione e l'elaborazione del linguaggio, ed una sua lesione può causare un'afasia recettiva. La circonvoluzione supramarginale si trova anteriormente al giro angolare; queste due strutture (che compongono il lobulo parietale inferiore) formano un complesso che riceve segnali somatosensoriali, visivi e uditivi dal cervello. È collegato caudalmente al solco laterale, una delle strutture più prominenti presenti nel cervello.

## Funzione
La circonvoluzione supramarginale fa parte della corteccia associativa somatosensoriale, che interpreta i dati sensoriali tattili ed è coinvolta nella percezione della posizione degli spazi e degli arti. È anche coinvolta nell'identificazione delle posture e gesti delle altre persone, ed è quindi parte del sistema dei neuroni specchio.
Il giro supramarginale dell'emisfero destro sembra svolgere un ruolo centrale nel controllo dell'empatia nei confronti delle altre persone. Quando questa struttura non funziona correttamente o quando si devono esprimere giudizi molto rapidi, l'empatia diventa limitata. La ricerca ha dimostrato che il malfunzionamento dei neuroni nel giro supramarginale destro induce gli umani a proiettare le emozioni sugli altri, inibendo la capacità di empatia. Questo sconvolgimento fa sì che le persone siano più egocentriche, perché non sono in grado di percepire le emozioni di chi le circonda.
Sebbene la circonvoluzione supramarginale non sia considerata una parte importante del circuito linguistico, insieme alla circonvoluzione angolare aiuta a collegare le parole con i significati.

## Galleria d'immagini

Posizione della circonvoluzione sopramarginale (in rosso).
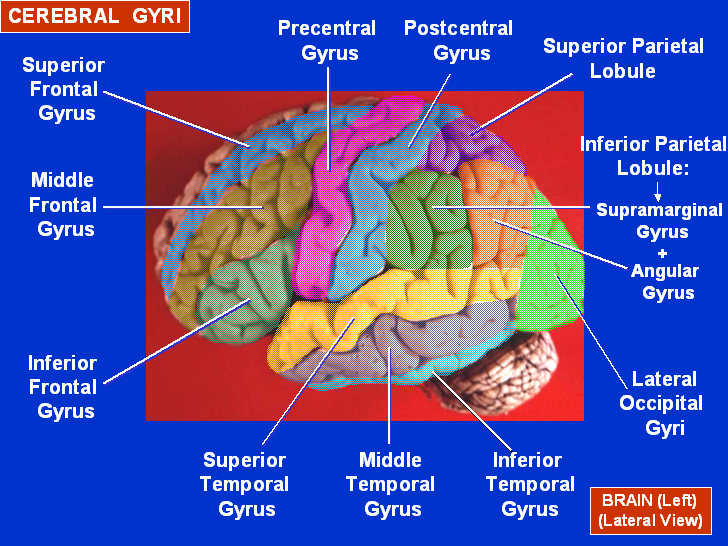
Circonvoluzioni della superficie laterale dell'emisfero sinistro, quella sopramarginale è in verde.
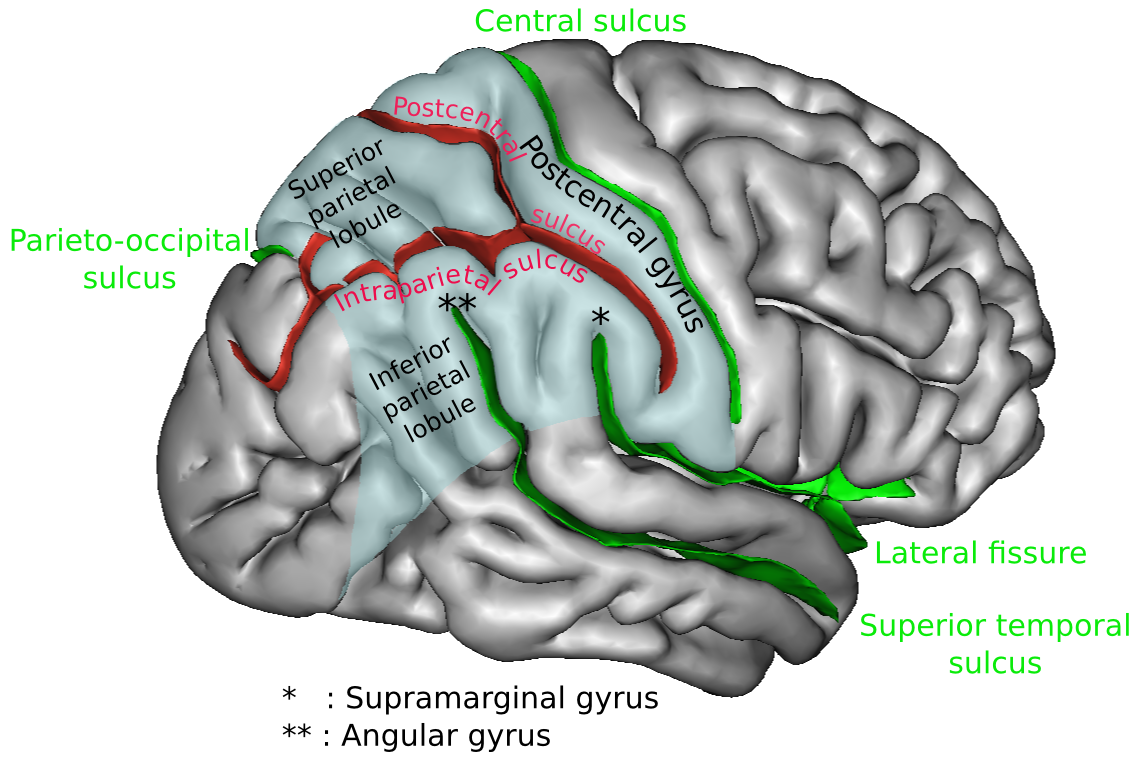
Circonvoluzioni del lobo parietale destro, quella sopramarginale è segnata da un asterisco.
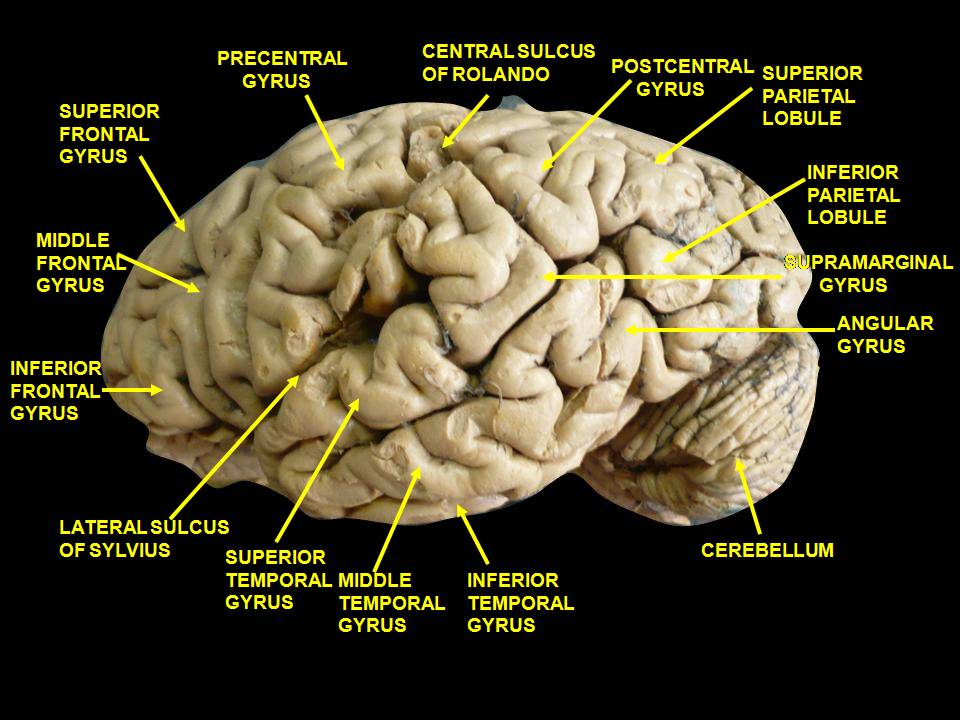
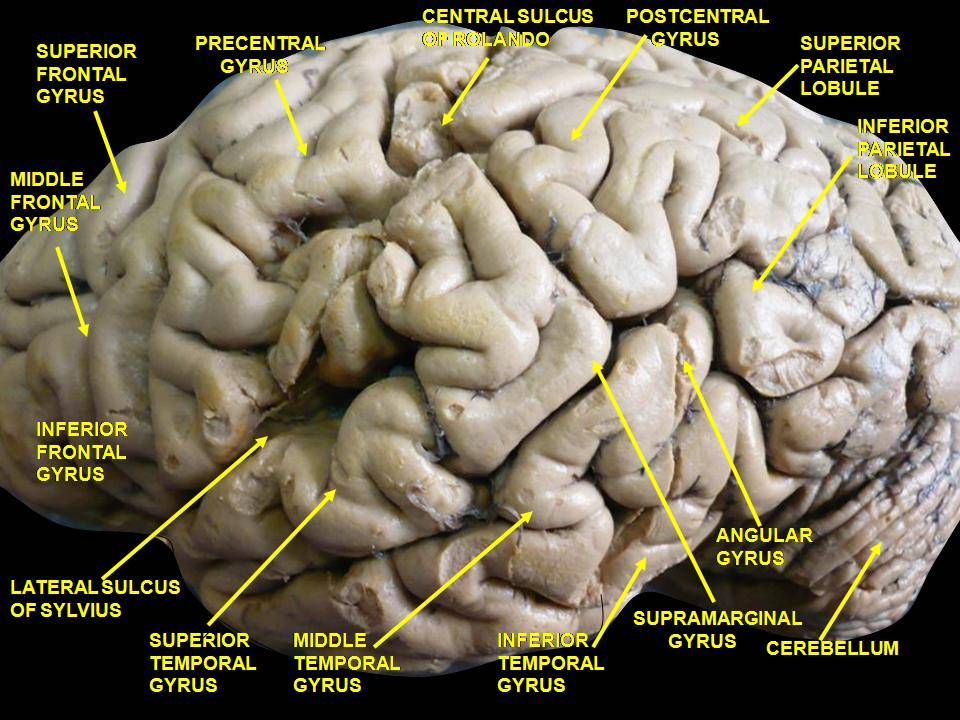
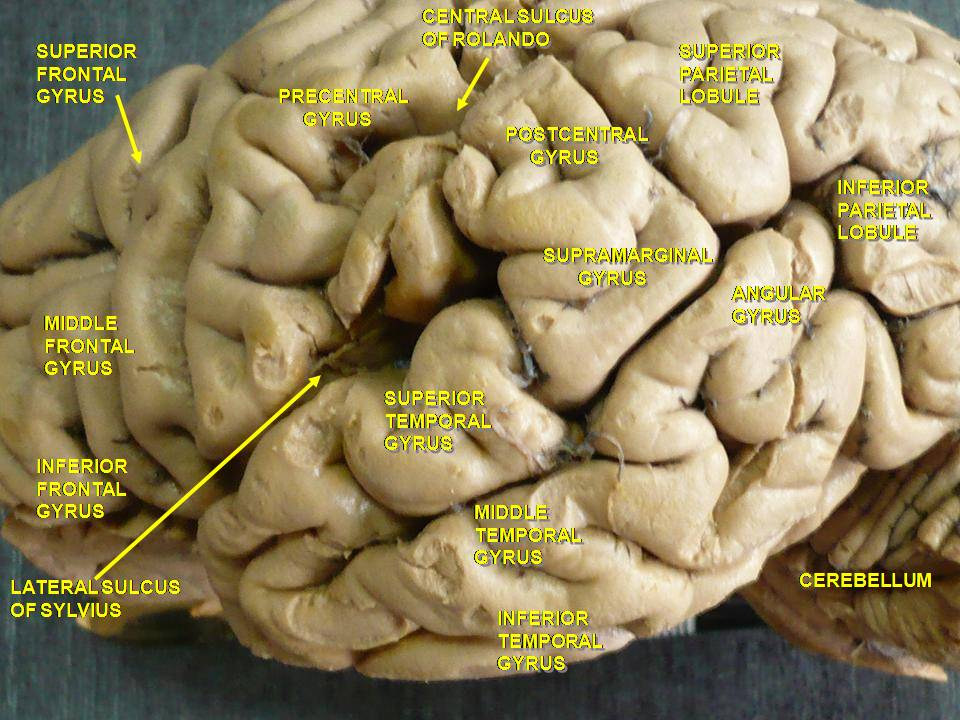